# Студеная Колода
Студеная Колода (мар. Коговал) — деревня в Горномарийском районе Марий Эл Российской Федерации. Входит в состав Пайгусовского сельского поселения.
Численность населения — 65 чел. (2014 год).

## География
Располагается в 3,5 км от административного центра сельского поселения — села Пайгусово.

## История
Марийское название состоит из слов «кого» — большой и «вал» — колода для водопоя скота, куда стекает вода из родника.

## Население
| 2002 | 2010 | 2014 |
| ---- | ---- | ---- |
| 89   | ↘57  | ↗65  |